# Право (видавництво)
Видавництво «Право» — українське видавництво, що спеціалізується на підготовці та випуску юридичної літератури, а також займається її розповсюдженням. Створене в 1996 році Академією правових наук України. Серед літератури, яку випустило видавництво є монографії, академічні підручники, науково-практичні коментарі до законодавства, а також юридичні журнали та збірники наукових статей. За деякі підручники та монографії, що вийшли у видавництві «Право», авторів було удостоєно Державної премії України в галузі науки і техніки.

## Історія створення
Про необхідність створення видавництва Академії правових наук України «Право» було вказано в постанові Кабінету Міністрів України від 18 травня 1994 року. 1 квітня 1996 року президент Академії правових наук України Василь Якович Тацій підписав указ про створення у структурі Академії видавництва «Право». Через два тижні президія АПрН України ухвалила відповідну постанову.
20 грудня 2010 року Національна академія правових наук України та Національний юридичний університет імені Ярослава Мудрого підписали протокол, згідно з яким обидва наукові центри вважаються засновниками видавництва «Право».

## Діяльність і автори
За перші сім із половиною років свого існування «Право» випустило більш ніж 300 різних видань. Станом на 2014 рік у видавництві були опубліковані праці більш ніж 500 вчених, а станом на 2020 рік видавництво сумарно випустило понад 1200 видань (монографій, підручників, періодичних видань, збірників наукових праць, коментарів до законодавства). Авторами робіт, що випускаються у видавництві, є відомі українські юристи, у тому числі й дійсні члени та члени-кореспонденти Національної академії правових наук України. Видавництво випускало вибрані твори таких учених, як: М. І. Бажанов, Ю. В. Баулін, Л. К. Воронова, Ю. М. Грошевий, М. І. Панов, О. І. Процевський, В. В. Сташис, В. П. Тихий, В. Я. Тацій.
Видавництво займається випуском навчальної літератури. Багато підручників, виданих у видавництві, мають гриф Міністерства освіти і науки України. Зокрема, це підручники з адміністративного, цивільного, земельного, конституційного, міжнародного приватного, податкового, трудового, кримінального, господарського, екологічного права, а також із державного будівництва та місцевого самоврядування, історії держави і права, теорії держави і права, правової статистики. Автори виданих у 2001 році підручників із Загальної та Особливої частин кримінального права у 2006 році стали лауреатами Державної премії України в галузі науки і техніки.
Крім навчальної літератури, видавництво випускає також науково-практичні коментарі до чинного законодавства, авторами яких поряд із провідними вченими є українські державні діячі й відомі юристи-практики. Серед виданих у «Праві» коментарів найвідомішими є коментарі до Конституції, Кримінального, Кримінального процесуального, Бюджетного й Податкового кодексів України.
Починаючи з другої половини 2000-х років видавництво здійснює реалізацію загальнодержавних проєктів. Першим із них стало видання у 2008 році п’ятитомної монографії «Правова система України: історія, стан та перспективи», згодом книгу було перекладено російською (2011) і англійською мовами (2013). 2012 року авторський колектив п’ятитомника було удостоєно Державної премії України в галузі науки і техніки. 2013 року видавництво випустило ще одне п’ятитомне видання — «Правова доктрина України», яке також було перекладено англійською мовою і авторів якого у 2018 році було удостоєно Державної премії України в галузі науки і техніки. Починаючи з 2016 року видавництво випускає двадцятитомну «Велику українську юридичну енциклопедію».
Разом із тим у видавництві друкуються періодичні видання «Вісник Національної академії правових наук України», «Питання боротьби із злочинністю», «Державне будівництво та місцеве самоврядування», «Економічна теорія та право», «Філософія. Філософія права. Політологія. Соціологія» (сучасна назва – «"Вісник Національного юридичного університету імені Ярослава Мудрого". Серія: Філософія, філософія права, політологія, соціологія»). Починаючи з 2009 року видається «Щорічник українського права», у якому публікуються кращі наукові юридичні статті.
Президент НАПрН України Василь Якович Тацій відзначав, що вагомий внесок видавництва «Право» в підготовку наукової і навчальної літератури є загальновизнаним, а продукція, що випускається у видавництві, користується популярністю у всій українській юридичній спільноті. Крім видання юридичної літератури, «Право» також займається її розповсюдженням. Видавництво забезпечує юридичною літературою заклади освіти, наукові установи, органи судової та правоохоронної систем, а також юристів-практиків.

## Керівники
Першим директором видавництва був Анатолій Михайлович Кумака, який посідав цю посаду до 2005 року. Починаючи з 2005 року видавництво «Право» очолює кандидат юридичних наук Віктор Анатолійович Прудников.

## Досягнення
Видавництво регулярно стає переможцем книжкових фестивалів, що проходять у Києві, Львові та Харкові. Крім того, Союз юристів України удостоїв видавництво своєї відзнаки «Краща поліграфічна якість видання» за фундаментальність підходів до видання популярної юридичної літератури.